# Abtwil (Argowia)
Abtwil (gsw. Apel) – gmina (Einwohnergemeinde) w Szwajcarii, w kantonie Argowia, w okręgu Muri. Liczy 954 mieszkańców (31 grudnia 2020).